# Saison 3 d'Arabesque
Chronologie
Saison 2 Saison 4
Cet article présente le guide des épisodes de la troisième saison de la série télévisée américaine Arabesque.

## Saison 3 (1986-1987)
Haut de page